# Pteropepon
Pteropepon — рід квіткових рослин родини гарбузових.
Його рідний ареал – від західної частини Південної Америки до північно-західної Аргентини та Бразилії.
Види:
- Pteropepon acaranthus (Harms) H.Schaef. & S.S.Renner
- Pteropepon deltoideus (Cogn.) Cogn.
- Pteropepon monospermus (Vell.) Cogn.
- Pteropepon oleiferum Cogollo & Pipoly
- Pteropepon parodii Mart.Crov.